# Qualitätssicherung in der Psychologischen Diagnostik
Auf dem Gebiet der Psychologischen Diagnostik gibt es einige Ansätze der Qualitätssicherung mit dem Ziel, dass in der Praxis psychologischen Diagnostizierens (Fallbehandlung) 
- wissenschaftlich fundierte psychologisch-diagnostische Verfahren eingesetzt werden,
- und zwar ausschließlich durch einschlägig ausgebildete Personen
- und die Verfahren müssen dabei  nachweislich für die jeweils gegebene Fragestellung entwickelt worden sein.

Mit diesem Bemühen um Qualitätssicherung soll insbesondere eine Abgrenzung gegenüber dem Einsatz wissenschaftlich nicht fundierter anderer Verfahren verhindert werden, aber auch der Einsatz von wissenschaftlich fundierten psychologisch-diagnostischen Verfahren durch nicht entsprechend qualifizierte Personen.

## Notwendigkeit der Qualitätssicherung
Die Qualität psychologisch-diagnostischer Verfahren ist Auftraggebern und psychologisch Untersuchten nicht immer leicht ersichtlich, weil häufig lediglich Ergebnisse bekanntgegeben werden, aber die Funktionsweise der eingesetzten Verfahren nicht ausreichend dargestellt wird. Deshalb können Klienten (aber z. B. auch öffentliche Entscheidungsträger) oft nicht zwischen der Anwendung wissenschaftlich fundiert entwickelter Verfahren und solchen unterscheiden, welche die einschlägigen Gütekriterien psychologisch-diagnostischer Verfahren nicht ausreichend erfüllen.
Weil psychologisch-diagnostische Verfahren für mannigfache Entscheidungen von hoher Tragweite eingesetzt werden (Zulassungsentscheidungen für Bildungswege; Tauglichkeitsentscheidungen für bestimmte Tätigkeiten, z. B. Führen eines KFZ, Waffenbesitz); Feststellung von psychischen Erkrankungen und Störungen samt Herleitung ansprechender Maßnahmen bzw. Interventionen; aber auch Entscheidungen über Stellenbesetzungen und Karriereplanungen, sind Fehldiagnosen bestmöglich zu vermeiden bzw. zu verhindern. Die dafür eingesetzten Reglementierungen sollen dabei allgemeinverständlich und einsichtig sein.

## Elemente, die der Qualitätssicherung bedürfen
Maßnahmen der Qualitätssicherung müssen den gesamten diagnostischen Prozess umfassen. Dieser beinhaltet drei Aspekte:
- Die Qualität der eingesetzten Verfahren, insbesondere die Erfüllung der Gütekriterien psychodiagnostischer Verfahren
- Die Qualifikation der beteiligten Personen
- Die Einhaltung von Abläufen und Regeln (Datenschutz, Wahrung der persönlichen Integrität, Art der Rückmeldung der Ergebnisse) von der Planung bis zur diagnostischen Entscheidung.

## Internationale Initiative
Die International Test Commission (ITC) hat Internationale Richtlinien für die Testanwendung verabschiedet, die von vielen Berufsvertretungen anerkannt werden (u. a. vom Berufsverband Deutscher Psychologinnen und Psychologen).
Inhalt:
- 1 VERANTWORTUNG FÜR ETHISCH KORREKTE TESTANWENDUNG
  - 1.1 Handeln in professioneller und ethisch korrekter Weise
  - 1.2 Stellen Sie sicher, dass Sie für die Testanwendung fachkompetent sind
  - 1.3 Übernehmen Sie Verantwortung für ihre Anwendung von Tests
  - 1.4 Gewährleisten Sie die sichere Verwahrung von Testmaterial
  - 1.5 Gewährleisten Sie die vertrauliche Behandlung von Testergebnissen
- 2 FACHLICH KOMPETENTE PRAXIS IN DER TESTANWENDUNG
  - 2.1 Evaluation der möglichen Brauchbarkeit von Tests in einer diagnostischen Situation
  - 2.2 Auswahl technisch einwandfreier und für die Situation angemessener Tests
  - 2.3 Beachtung von Fragen der Fairness bei der Testanwendung
  - 2.4 Notwendige Vorbereitungen für die Testdurchführung
  - 2.5 Fachlich kompetente Testvorgabe
  - 2.6 Akkurate Testauswertung und Analyse der Testergebnisse
  - 2.7 Angemessene Interpretation der Testergebnisse
  - 2.8 Klare und exakte Weitergabe der Testergebnisse
  - 2.9 Überprüfung der Angemessenheit eines Tests und seiner Anwendung
- ANHANG A: RICHTLINIEN FÜR DEN ENTWURF VON GRUNDSÄTZEN IN DER TESTANWENDUNG
- ANHANG B: RICHTLINIEN FÜR VEREINBARUNGEN ZWISCHEN DEN AN EINEM TESTPROZESS BETEILIGTEN
- ANHANG C: GESICHTSPUNKTE, DIE BEI TESTS MIT BEHINDERTEN ODER IN ANDERER WEISE BEEINTRÄCHTIGTEN PERSONEN BEACHTET WERDEN SOLLTEN

Weitere Richtlinien (Guidelines) der Internationalen Testkommission betreffen
- die Adaptation von Tests (Übertragung in andere Sprachen bzw. Kulturen)
- das computerbasierte und internetgestützte Testen
- die Qualitätskontrolle bei Testauswertung, Testanalyse und Ergebnisbericht
- die Sicherheit von Tests, Prüfungen und anderen Messungen („Testschutz“)[3]
- Practitioner Use of Test Revisions, Obsolete Tests, and Test Disposal (dt. Testrevision, veraltete Tests und Testentsorgung)

In Vorbereitung ist eine Guideline zum nicht-muttersprachlichen Testen.

## Diagnostik- und Testkuratorium und Testbewertungssystem TBS-DTK
Das Diagnostik- und Testkuratorium (DTK) besteht seit 1986  als Gremium der Föderation Deutscher Psychologenvereinigungen Das DTK ist zuständig für alle Aspekte der Qualitätssicherung und Qualitätsoptimierung des psychologisch-diagnostischen Prozesses in Forschung und Praxis. Dies betrifft unter anderem die Qualität von Tests und ihrer Anwendung. Dem DTK als föderativem Gremium gehören sechs Personen an – jeweils drei Mitglieder werden von BDP beziehungsweise der DGPs nominiert.
Das Testbewertungssystem „TBS-DTK“ wurde 2006 erarbeitet und wird seither zur Bewertung von psychologischen Tests eingesetzt. So wurden Qualitätsrichtlinien als Checklisten entwickelt, nach denen die Qualität von Tests beurteilt und in Form von Rezensionen publiziert wird. Das TBS-Bewertungssystem und ein Verzeichnis der Rezensionen wird bei PSYNDEX dargestellt.

## Deutschland: DIN 3343
Für die Eignungsdiagnostik gibt es die DIN 33430, welche den ganzen diagnostischen Prozess (Verfahren, beteiligte Personen und Abläufe) betrifft.  Im Jahr 2016 wurde eine Neufassung der Norm veröffentlicht, die an die aktuellen Bedingungen angepasst wurde.

## Österreich: ÖNORM D 4000
In Österreich wurde 2015 die ÖNORM D 4000 verabschiedet, die sich an der DIN 33430 anlehnt und ergänzende Anforderungen enthält. Diese ÖNORM legt Anforderungen an Prozesse und Methoden fest, die der Feststellung der Eignung von Personen und der Förderung der Kompetenzen von Personen (persönliche Fähigkeiten, Fertigkeiten und Kenntnisse) sowie deren Zufriedenheit und Gesundheit im Zusammenhang mit Arbeit und Beruf bzw. den daraus resultierenden Verbesserungen des beruflichen Umfeldes dienen. Anwendungsfelder sind z. B. die Personalauswahl, die Personal- und Führungskräfteentwicklung und die Berufslaufbahnplanung.

## Schweiz: SN 33430
In der Schweiz wurde die SN 33430 auf der Basis der DIN 33430 erstellt und Ende 2024 verabschiedet. Sie orientiert sich an der gleichnamigen Norm aus Deutschland. Die FSP hat die deutsche Norm zusammen mit der Schweizerischen Normen-Vereinigung (SNV) und renommierten Fachexpertinnen und -experten aus Wissenschaft und Praxis überarbeitet.  Aktuell ist die Norm nur auf Deutsch verfügbar. Sie befindet sich in Übersetzung und wird voraussichtlich Anfang 2025 auf Französisch publiziert. Das Inhaltsverzeichnis und die Einleitung sind als Voransicht abrufbar.

## ISO 10667
Auf Initiative des DIN konstituierte sich im März 2007 eine ISO-Arbeitsgruppe, welche die DIN 33430 und weitere internationale Initiativen zu einer ISO-Norm „Psychological assessment“ (Procedures and methods to assess people in work and organizational settings) weiterentwickeln soll. Eine Endform der Norm wurde im Oktober 2011 veröffentlicht. Die Norm ISO 10667 Assessment service delivery – Procedures and methods to assess people in work and organizational settings ist unterteilt in zwei Teile (Part 1: Requirements for the client, Part 2: Requirements for service providers). Erste kritische Analysen zeigen, dass sie ein niedrigeres Anforderungsniveau gegenüber DIN 33430 fordert und mehr auf den amerikanischen Markt zugeschnitten ist (was überhaupt zur Abfassung in zwei Teilen führte).

## Qualitätsstandards für spezielle Aspekte

### Adaptation von Tests in andere Sprachen
Viele Tests sind stark sprach- und kulturabhängig. Das betrifft Formulierungen (die idiomatisch sein können) oder in verschiedenen Bildungssystemen bzw. durch verschiedene Bildungswege unterschiedlich geförderte Fähigkeiten und Fertigkeiten. Relevant wird dies für die Auswahl der adäquaten Vergleichsnormen, die für die Auswertung gelten. Beispielsweise zeigt sich Extraversion in Amerika anders als in Europa. Es reicht nicht aus, Tests zu übersetzen. Es muss auch geprüft werden, ob noch das Gleiche gemessen wird. Außerdem ist fast immer eine Neunormierung der Tests in den jeweils anderen Sprachen notwendig.
Die „Guidelines on Test Adaptation“ der ITC beinhalten Antworten zu wichtigen Fragen, die bei Testadaptationen auftreten. Ein Vorläufer waren die Technical Standards for Translating and Adapting Tests and Establishing Test Score Equivalence, welche 1994 von sechs führenden internationalen psychologischen Fachgesellschaften herausgegeben worden sind.

### Richtlinien für computer- und internetgestütztes Testen
Die Nutzung von Informationstechnologie in der psychologischen Diagnostik wird immer verbreiteter. Die Internationale Testkommission ITC hat deshalb Richtlinien für computer- und internetgestütztes Testen erarbeitet, welche Möglichkeiten und Grenzen dieses Zuganges berücksichtigen.

### Verfahren für die Arbeitsmedizin und den Arbeitsschutz
Die Bundesanstalt für Arbeitsschutz und Arbeitsmedizin (BAuA) bietet in ihrer „Toolbox“ eine Übersicht über Testverfahren an. Unter dem Stichpunkt „Gütekriterien“ finden sich Angaben, die für die Qualitätssicherung wichtige sind. Unter dem Stichpunkt „Gestaltungsbezug“ wird angegeben, ob das Verfahren zur Verhältnisprävention oder zur Verhaltensprävention eingesetzt wird. Für die individualpsychologische Diagnostik kommen dabei eher die Verfahren zur Verhaltensprävention in Frage, während Verfahren zur Verhältnisprävention im Arbeitsschutz zur Beurteilung von Arbeitsbedingungen erforderlich sind.

## Andere Länder

### USA: Standards for Educational and Psychological Testing
Die Amerikanische Psychologenvereinigung (American Psychological Association, APA) hat zusammen mit der American Educational Research Association (AERA), und der National Council on Measurement in Education (NCME) eine international stark beachtete Qualitätsrichtlinie veröffentlicht, die „Standards for Educational and Psychological Testing“. Die aktuelle vierte Fassung wurde 1999 in den USA verabschiedet und im Jahr 2014 überarbeitet.
In deutscher Sprache wurde eine frühere, aber ähnliche Fassung als Supplementum 1/1998 der Zeitschriften Diagnostica und der Zeitschrift für Differentielle und Diagnostische Psychologie veröffentlicht.
Sie beinhaltet:
- Methodische Standards für die Testkonstruktion und -evaluation
- Standards für eine fachlich kompetente Testanwendung
- Standards für besondere Anwendungen (sprachliche Minderheiten, Personen mit Behinderungen)
- Standards für Vorgehensweisen (Durchführung, Auswertung, Interpretation; Schutz der Rechte der Probanden)

### USA: Code of Fair Testing Practices in Education
Diese Standards (Stand 2004) sind vor allem auf Diagnostik im Bildungsbereich ausgerichtet. Sie sind mit den vorgenannten kompatibel, sehr auf Verständlichkeit und Praktikabilität ausgerichtet.
- A. Developing and Selecting Appropriate Tests (Testentwicklung und Testauswahl werden im Zusammenhang mit der Eignung für eine Fragestellung diskutiert)
- B. Administering and Scoring Tests (Anwendungsempfehlungen und die richtige Auswertung)
- C. Reporting and Interpreting Test Results (wie sollen Testergebnisse richtig interpretiert werden)
- D. Informing Test Takers (wie sollen Testergebnisse und diagnostische Entscheidungen bekanntgegeben werden).

## Informationen über Tests und diagnostische Verfahren
Nach wie vor bleibt es für Laien schwer, die Qualität psychodiagnostischer Verfahren und Vorgehensweisen einzuschätzen. Hierzu ist detaillierte Information über die Verfahren notwendig, die üblicherweise in Form von Handbüchern von den Testentwicklern bereitgestellt werden muss. Mindeststandard der Dokumentation sind Aussagen über
- die theoretischen Grundlagen, auf denen das Verfahren beruht;
- die einzelnen Entwicklungsschritte;
- die Überprüfung der Gütekriterien;
- detaillierte Richtlinien für Durchführung, Auswertung und Interpretation.

Nicht immer existieren diese Handbücher, nicht immer werden sie frei zur Verfügung gestellt (was allerdings dann legitim ist, wenn das Verfahren zu schützen ist).
Auftraggeber, besonders von größeren Projekten, sollten allerdings auf die Einsichtnahme in diese Handbücher bestehen.
Es bleibt für Laien dann unter Umständen trotzdem schwer, die Verfahrensgüte einzuschätzen. Man kann entweder Experten für die Bewertung der Verfahren beiziehen oder aber in der Fachliteratur Rezensionen dieser Verfahren suchen. Eine Reihe wissenschaftlicher Zeitschriften veröffentlichen regelmäßig solche Rezensionen, die in der Regel auch unabhängig von den Testentwicklern durchgeführt werden.
26 europäischen Verlage, die Tests publizieren, haben sich in der European Test Publishers Group organisiert. Hauptziel ist die Förderung einer qualitativ hochstehenden psychometrischen Testpraxis in Europa.